# Maserati MC20
Maserati MC20 (Maserati Corse 2020) — двухместный среднемоторный спортивный автомобиль, выпускаемый итальянским автопроизводителем Maserati.

## Параметры
| Параметр                    | Значение                                         | Доп. инфо.                                                                                              |
| --------------------------- | ------------------------------------------------ | --- |
| Объём и конфигурация мотора | 3,0 л/V6                                         | Заметное уменьшение объёма по сравнению с прежними поколениями моторов                                  |
| Мощность                    | 463 кВт (630 л.с.)                               | Очень высокий уровень форсирования мотора заметно уменьшает его ресурс.                                 |
| Турбирование                | Турбонагнетатель на 12 атм.                      | - |
| Коробка передач             | Роботизированная преселективная КПП на 8 передач | Наблюдается общая тенденция к росту передач в коробках и переход на "роботы" с классической автоматики. |

### Тестовые мулы
В конце 2019 года была опубликована серия снимков, на которых был запечатлён сильно модифицированный тестовый мул нового спортивного автомобиля Maserati на базе Alfa Romeo 4C. Помимо типичной раскраски, автомобиль отличался гораздо большей задней частью и более широкой колеёй.
Последующие заявления от производителя подтвердили, что автомобили использовались в качестве прототипов нового силового агрегата, разработанного Maserati, но не было подтверждено, будет ли новый спортивный автомобиль базироваться на уходящей платформе 4C.

### Прототипы
По состоянию на март 2020 года Maserati завершила работу над первым прототипом, готовым к дорожным и трековым испытаниям.
13 мая 2020 года Maserati MC20 отдаёт дань памяти сэру Стирлингу Моссу, который умер 12 апреля 2020 года в возрасте 90 лет. Прототип MC20 был покрыт графикой в память о Стирлинге Моссе и Maserati 420M/58 «Eldorado», культовом одноместном автомобиле, дебют которого состоялся в 1958 году по случаю Гонки двух миров на трассе Монца.

## Интерьер

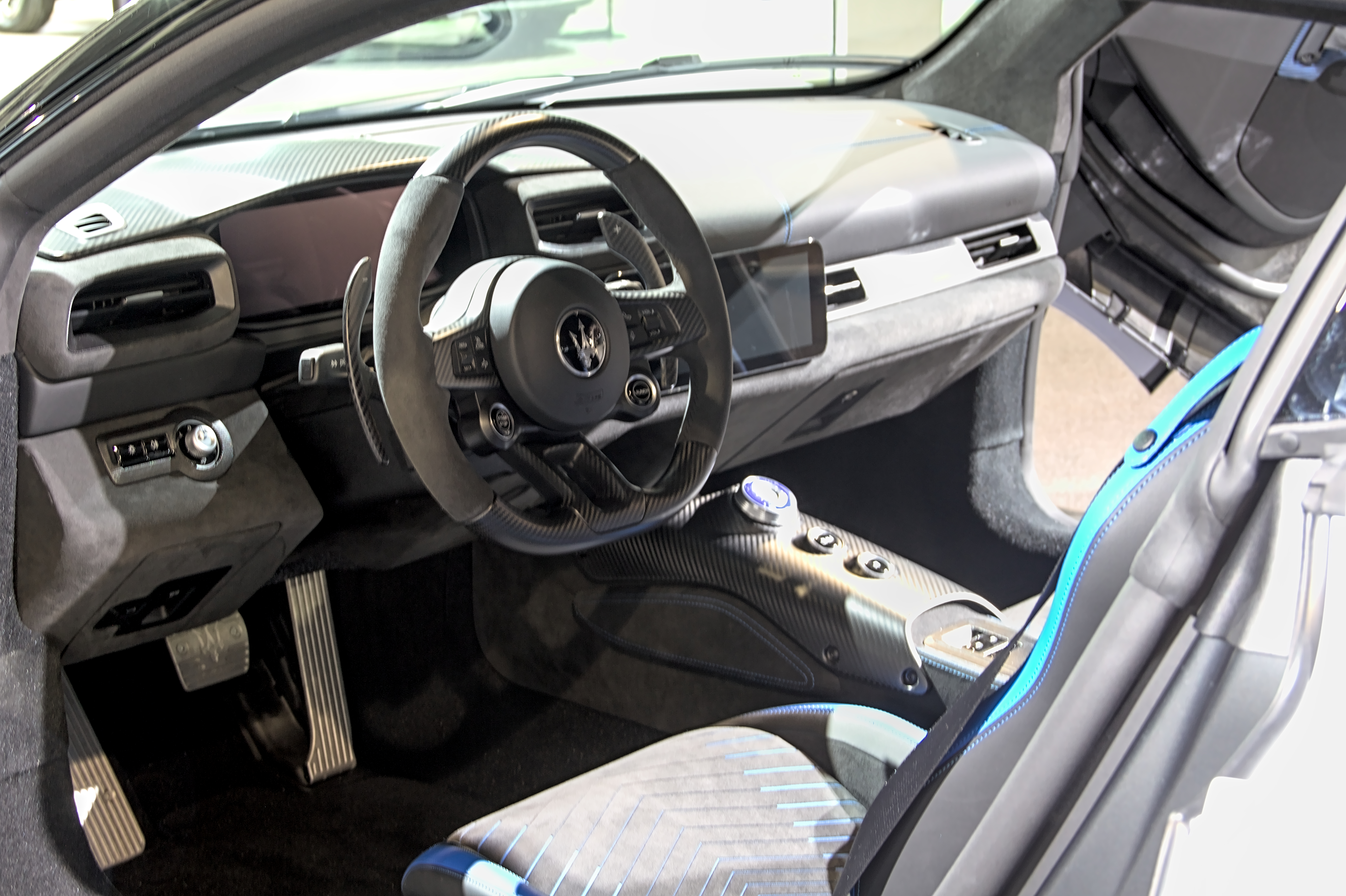
Интерьер Maserati MC20

В салоне установлен руль, изготовленный из углеродного волокна, с вставками из алькантары. Цифровая приборная панель TFT 10,25 дюйма и информационно-развлекательный экран 10,25 дюйма. Сиденья имеют кожаную обивку на спинках и подголовниках, а средняя посадочная поверхность сидений выполнена из алькантары.

## Автоспорт
В преддверии 24 часов Спа 2022 года компания Maserati выпустила модель MC20 GT2, предназначенную для участия в европейской серии GT2 в 2023 году.